# L3Harris Technologies

L3Harris Technologies — американська технологічна компанія, постачальник послуг з оборонних та інформаційних технологій, яка виробляє системи та продукти C6ISR, бездротового обладнання, тактичні радіо, авіоніку та електронні системи, обладнання для нічного бачення та наземні чи космічні антени для використання в урядовому, оборонному та комерційному секторах . Компанія утворилась в результаті злиття L3 Technologies (раніше L-3 Communications) та Harris Corporation 29 червня 2019 року, і, як очікується, стане шостим за величиною підрядником оборони у світі.

## Історія
"Harris Automatic Press Company" була заснована Альфредом С. Харрісом в Нілс, штат Огайо, в 1895 році. Наступні 60 років компанія працювала, розробляючи літографічні процеси та друкарські верстати, перш ніж придбати друкарську компанію Intertype Corporation. У 1967 році вони об'єдналися з Radiation, Inc. з Мельбурна, штат Флорида, розробником антен, інтегральних мікросхем і модемних технологій, що використовуються в космічній гонці. Штаб-квартира компанії була перенесена з Клівленда до Мельбурна у 1978 році[джерело?] 29 травня 2015 року Харріс завершив закупівлю конкурента Exelis Inc., майже вдвічі збільшивши розмір оригінальної компанії..
L-3 Communications була створена в 1997 році для придбання певних бізнес-підрозділів у компанії Lockheed Martin, яка раніше була частиною Loral Corporation. Ці підрозділи належали корпорації Lockheed і Martin Marietta, які об'єдналися за три роки до 1993 року.
Компанію заснували (і назвали її) Френк Ланза та Роберт ЛаПента у партнерстві з Lehman Brothers. Ланза та Лапента обидва були керівниками у Лорал та Локхід. Компанія продовжувала розширюватися завдяки злиттям та поглинанням, щоб стати одним з перших десяти державних підрядників США Наприкінці 2016 року компанія змінила назву з L-3 Communications Holdings, Inc. на L3 Technologies, Inc., щоб краще відобразити більш широку спрямованість компанії з моменту заснування в 1997 році.
У жовтні 2018 року, Гарріс та L3 оголосили про загальне "злиття та поглинання". Злиття було завершено 29 червня 2019 року, а нова компанія, L3Harris Technologies, Inc., базується в Мелбурні, штат Флорида, де й знаходиться штаб-квартира Харріса.

## Організація бізнесу
Станом на 2019 рік, L3Harris організований у чотирьох сегментах бізнесу: інтегровані системи місій, космічні та повітряні системи, комунікаційні системи та авіаційні системи. Його очолює 12-членна рада директорів, серед яких голова та генеральний директор Вільям М. Браун (колишній генеральний директор Харріса) та президент та керівник директора Кріс Кубасік (колишній генеральний директор L3). Відповідно до документів про злиття, Браун планує стати виконавчим головою у 2021 році, а Кубасик перейде на посаду генерального директора та стане головою і генеральним директором наступного року.

### Інтегровані системи місій
Штаб-квартира розташована в Палм-Бей, штат Флорида, компанія Integrated Missions Systems спеціалізується на системах розвідки, спостереження,  електронних системах, а також електрооптичних системах, включаючи інфрачервоні, лазерні зображення та системи націлювання. До його складу входять підрозділи, включаючи Wescam, які в 2018 році мали загальний дохід у розмірі 4,9 мільярда доларів.

### Космічні та повітряні системи
Штаб-квартира розташована в Палм-Бей, штат Флорида, Space and Airborne Systems, спеціалізується на космічних корисних навантаженнях та датчиках, оптичних та бездротових мережах, авіоніці та аварійних ситуаціях Включає підрозділи, які в 2018 році мали загальний дохід у розмірі 4,0 млрд доларів..

### Системи зв'язку
Штаб-квартира розташована в Рочестері, штат Нью-Йорк, компанія Communications Systems спеціалізується на тактичних комунікаціях, широкосмуговій комунікації, нічному баченні та громадській безпеці. Включає підрозділи, EOTech, які в 2018 році мали загальний дохід у розмірі 3,8 мільярда доларів.

### Авіаційні системи
Штаб-квартира розташована в Арлінгтоні, штат Техас, в галузі оборонної авіаційної продукції Aviation Systems, таких як БПЛА та пов'язане з ними обладнанням, продукція комерційної авіації, включаючи безпеку аеропорту, зв'язок для передачі даних, системи запобігання зіткненням та реєстратори польотів; комерційні та військові системи навчання, включаючи моделювання польотів та технічного обслуговування; місійних мереж. 
Включає підрозділи, такі як Link Training & Simulation (яка починає свою історію з оригінальної компанії, заснованої Едом Лінком, винахідником льотного симулятора), яка в 2018 році отримала загальний дохід у розмірі 3,8 мільярда доларів.

### Системи РЕБ
Станом на 2023 рік, компанія L3Harris Technologies (США) модернізувала систему космічної РЕБ Meadowlands та готується до ефективного придушення в космосі штучних супутників Китаю та Росії. Нова система Meadowlands призначена для створення тимчасових, оборотних перешкод супутникам зв’язку та має глушити космічні апарати противника на ранніх стадіях збройного конфлікту. Програма Meadowlands є більш оптимізованою версією космічної РЕБ, яка розпочала роботу ще на початку 2020 року. І хоча цю систему планувалося ввести в експлуатацію ще два роки тому, через технічні проблеми запуск відклали. Проблеми, що виникли в ході випробувань, було вирішено, і програма переходить до фінальних етапів випробувань, заявили представники командування космічних систем. У відомстві додали, що технічні проблеми були викликані проблемами, які потребували складної переробки вузлів. Тепер замість 14 стійок для обладнання, які були в попередній версії Meadowlands, нова оснащена радарними тарілками, встановленими на колісних трейлерах всього з двома стійками, що спрощують її розгортання.

## Продукти
- AVCATT — мобільний тренажер з авіаційної підготовки.
- EOTech — Голографічний приціл зброї.
- Stingray і телефонні відстежувачі Гейльсторму.
- OpenSky — система бездротового зв'язку.
- VAMPIRE (система боротьби з БПЛА)